# Horace James Donnelly

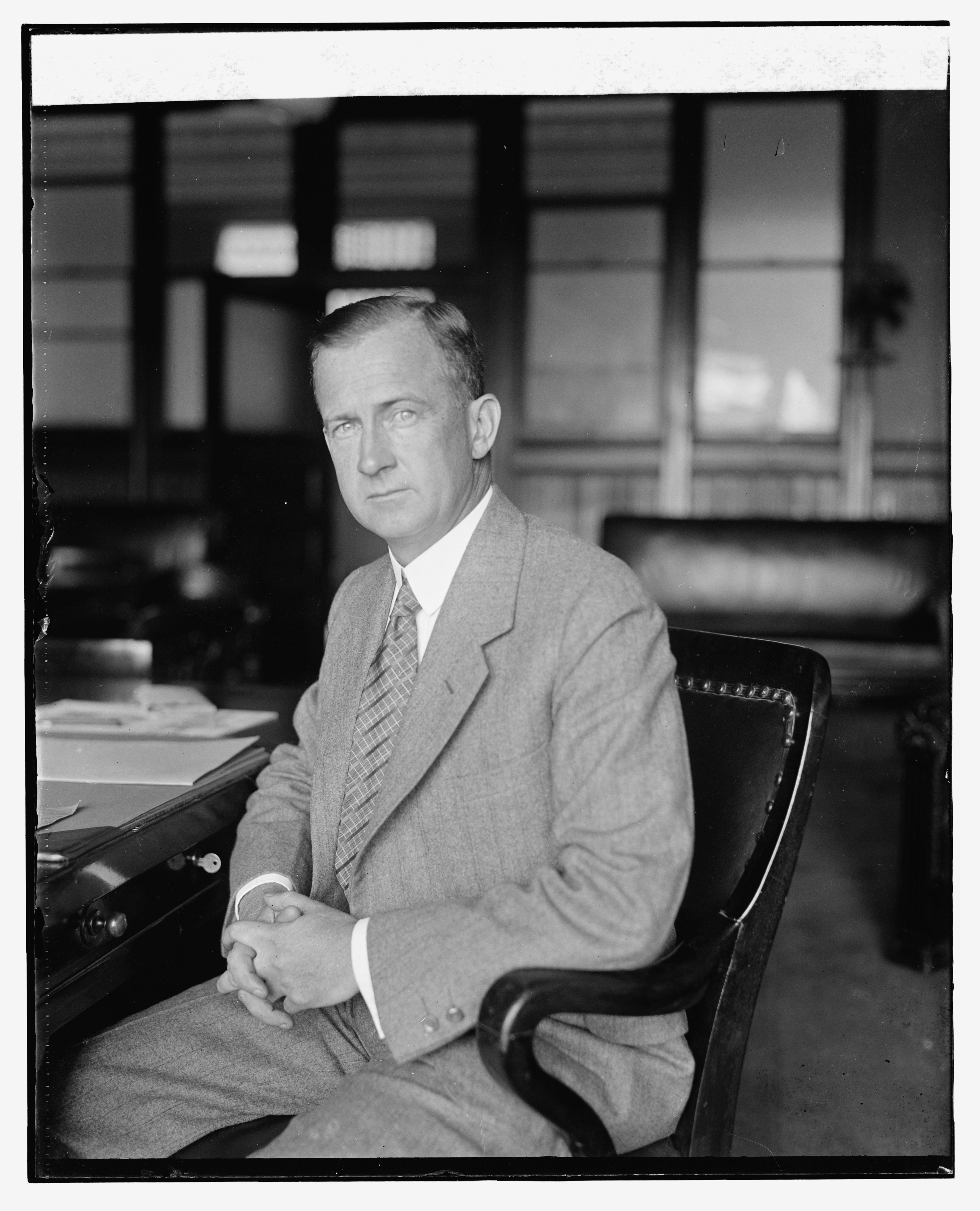
Horace James Donnelly (um 1925)

Horace James Donnelly (auch Horace J. Donnelly, * 24. Oktober 1879 in Washington, D.C.; † 24. März 1981 ebenda) war ein US-amerikanischer Anwalt.

## Leben

### Familie und Ausbildung
Der gebürtige Washingtoner Horace James Donnelly, Sohn des John Jay Donnelly und der Juliette S. Newman Donnelly, nahm nach dem Highschool-Abschluss das Studium der Rechtswissenschaften an der Georgetown University auf, 1909 erwarb er den akademischen Grad eines Bachelor of Laws, 1910 den eines Master of Laws.
Horace James Donnelly heiratete im Jahre 1901 Mary Alice Whitzell (1883–1962). Der Beziehung entstammte der Sohn Captain Horace James Donnelly jr. (1901–1987). Donnelly starb im März 1981 fünf Monate nach Vollendung seines 101. Lebensjahres in seiner Heimatstadt Washington, D.C. Seine letzte Ruhestätte fand er neben seiner Frau auf dem Glenwood Cemetery.

### Beruflicher Werdegang
Horace James Donnelly übernahm 1901 eine Managerstelle bei der Curtis Public Company in Washington, D.C., 1902 wechselte er in selber Funktion zur W. F. Burns Company. Ebenfalls im Jahre 1902 erhielt er seine Zulassung als Anwalt in Washington (D. C.). Nach daran anschließenden diversen beruflichen Tätigkeiten trat Horace James Donnelly 1906 als Angestellter in das United States Post Office Department ein, 1910 wurde er zum Attorney, 1919 zum Assistant Solicitor, 1925 zum Solicitor, 1934 zum Special Counsel ernannt. Der 1934 aus dem Bundespostdienst ausgeschiedene Donnelly schloss sich im Anschluss als Partner der Anwaltsfirma Nash & Donnelly an.
Horace James Donnelly, gewähltes Mitglied des University Club, trat während seiner Amtszeit als Solicitor als Verfasser sowie Compiler (Bearbeiter) offizieller Rechtsgutachten betreffend das Post Office Department hervor. Nach seinem Austritt aus dem Bundesdienst wurde er für seine von ihm initiierte strengere Gesetzgebung, die Postbetrugsdelikte eindämmen sollte, gewürdigt.